# T.I.O.S.
T.I.O.S., voluit Turnen Is Onze Sport, is een Nederlandse gymnastiekvereniging uit de Noord-Brabantse plaats Sint Anthonis.
De vereniging werd opgericht als turnvereniging, maar kent ook een afdeling streetdance, jazzballet en aerobics.